# Madri di Plaza de Mayo

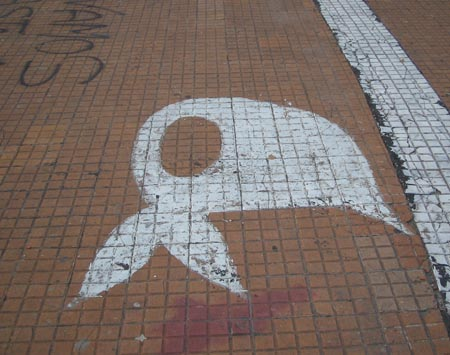
L'emblema delle Madri di Plaza de Mayo dipinto sulla pavimentazione della celebre piazza di Buenos Aires

Madri di Plaza de Mayo (in spagnolo Asociación Madres de Plaza de Mayo) è un'associazione formata dalle madri dei desaparecidos, ossia i dissidenti scomparsi durante la dittatura militare in Argentina tra il 1976 e il 1983.
L'associazione è dedita all'attivismo nel campo dei diritti civili ed è composta da donne che hanno tutte lo stesso obiettivo: rivendicare la scomparsa dei loro figli e ottenerne la restituzione, attività che hanno svolto e svolgono da oltre un trentennio. I figli delle madri di Plaza de Mayo sono stati tutti arrestati e tenuti illegalmente prigionieri ("desaparecidos": letteralmente "scomparsi" in spagnolo) dagli agenti della polizia argentina in centri clandestini di detenzione durante il periodo passato alla storia come la guerra sporca, così chiamata per i metodi illegali ed estranei ad ogni diritto utilizzati dalla giunta militare, e la maggioranza di loro è stata prima torturata ed in seguito assassinata, e fatta sparire nella più assoluta segretezza.
Il loro emblema, un fazzoletto bianco annodato sulla testa, è il loro simbolo di protesta che in origine era costituito dal primo pannolino, di tela, utilizzato per i loro figli neonati. Il nome del gruppo deriva dalla celebre piazza di Buenos Aires, Plaza de Mayo, dove queste donne coraggiose si riunirono per la prima volta e da allora, ogni giovedì pomeriggio, esse si ritrovano nella piazza e la percorrono in senso circolare, attorno alla piramide che si trova al centro, per circa mezz'ora.

## Storia

### Gli inizi
Le componenti storiche dell'associazione:
- Azucena Villaflor de De Vincenti
- María Ponce[2]
- Esther Ballestrino[2]
- Berta Braverman
- Le 4 sorelle Gard (María Adela Gard de Antokoletz, Julia Gard, María Mercedes Gard e Cándida Felicia Gard)
- Delicia Córdoba De Mopardo
- Pepa Noia
- Mirta Acuña De Baravalle
- Kety Neuhaus
- Raquel Arcushin
- Sara De Caimi

iniziarono insieme le loro manifestazioni pacifiche di fronte alla Casa Rosada, ovvero il palazzo presidenziale argentino, il 30 aprile 1977. Azucena Villaflor de De Vincenti venne in seguito arrestata e detenuta in una delle prigioni segrete dell'ESMA a partire dal 10 dicembre 1977.

### La scissione
Nel 1986 la associazione si divise in Asociación Madres de Plaza de Mayo, e in Madres de Plaza de Mayo - Línea Fundadora, in seguito a forti divergenze sorte all'interno dell'organismo circa l'opportunità di accettare le riparazioni economiche per la perdita dei loro figli offerte dall'allora presidente radicale Raúl Alfonsín. Alcune madri, che allora si trovavano in condizioni economiche critiche, a causa della perdita dei loro familiari e della crisi economica che stava colpendo l'Argentina, decisero di accettare i risarcimenti, pur non rinunciando a combattere per la verità e la giustizia.
Le madri capeggiate da Hebe de Bonafini, decisero di abbandonare l'organizzazione originaria, che da allora in poi prese il nome di Madres de Plaza de Mayo - Línea Fundadora, e di fondare l'Asociación Madres de Plaza de Mayo.
Da allora le traiettorie delle due associazioni cominciarono a differenziarsi gradualmente, pur nella condivisione della lotta per la verità e la giustizia.

#### "Madres" di Hebe de Bonafini
Il gruppo di cui Hebe de Bonafini è stata presidente cominciò ad intraprendere un cammino fortemente politicizzato ed ideologico basato su temi ed obiettivi del marxismo più puro e del peronismo sociale degli anni '40.

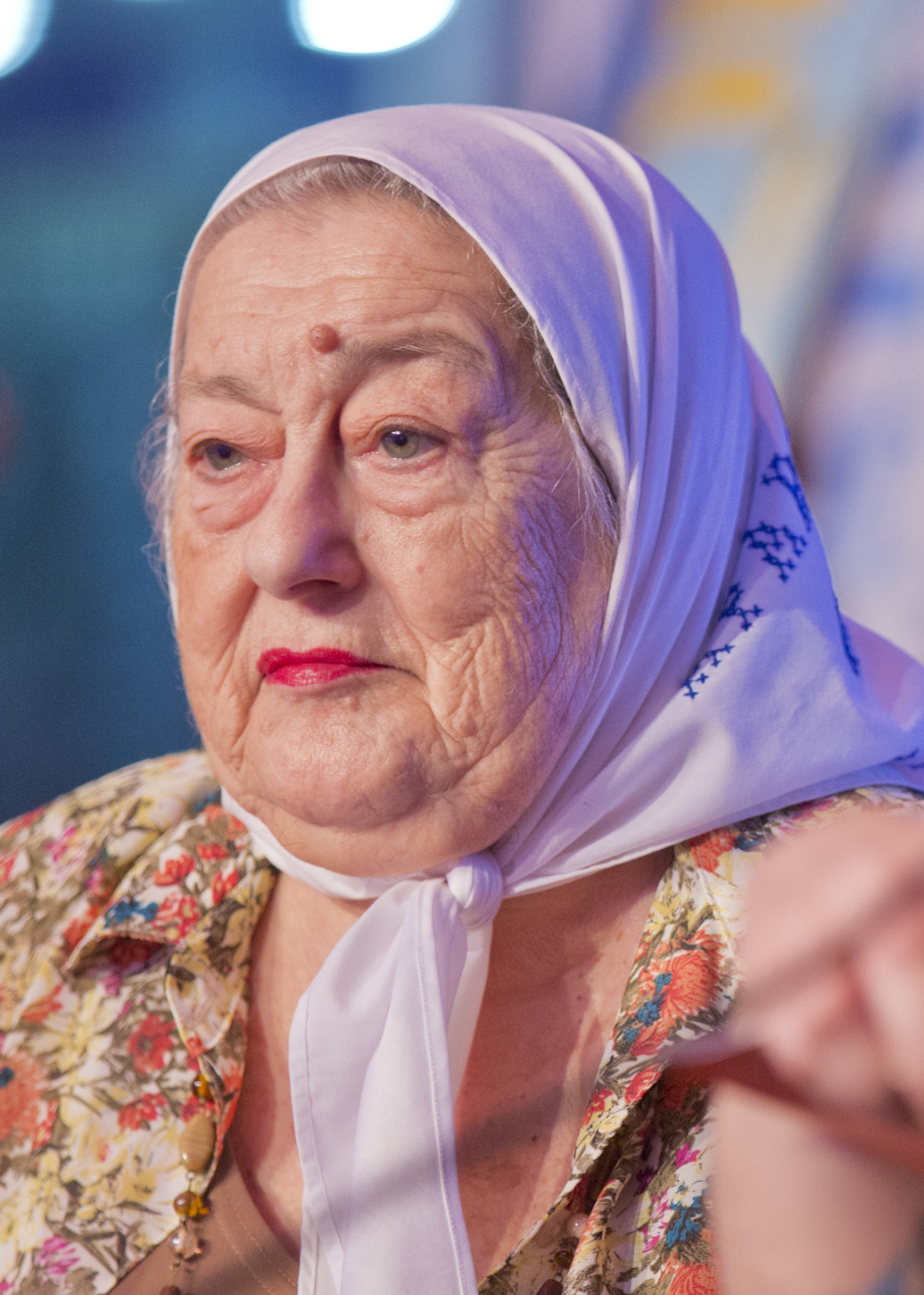
Hebe de Bonafini

A fianco delle rivendicazioni relative ai trascorsi della repressione illegale di stato sofferta dal popolo argentino durante l'ultima dittatura militare, si è andato formando un attivismo attento ai temi dei diritti degli indigeni e delle popolazioni oppresse in generale. La Asociación Madres de Plaza de Mayo infatti appoggia e si sente vicina ideologicamente alle lotte condotte dagli neozapatisti del Subcomandante Marcos, dal presidente venezuelano socialista Hugo Chávez e da Fidel Castro, a dimostrazione di come la cosiddetta "socializzazione della maternità" di cui sono state protagoniste, le abbia spinte a riconoscere ed aborrire le ingiustizie ovunque queste abbiano luogo.
Il gruppo supporta o ha supportato attivamente il kirchnerismo, i governi dell'ecuadoriano Rafael Correa e del boliviano Evo Morales, l'anti-imperialismo, l'anticapitalismo e l'antiamericanismo, e si prefigge un dialogo con organizzazioni come le FARC: nel 2008 la Bonafini sostenne l'azione di Chavez per lo scambio degli ostaggi, tra cui Íngrid Betancourt, con alcuni guerriglieri prigionieri del governo colombiano di Álvaro Uribe Vélez, a cui la portavoce dell'associazione ha indirizzato pesantissime invettive per le sue azioni di repressione violenta.
Il 5 luglio 1980 le Madres vengono ricevute da Giovanni Paolo II

L'associazione è nota per le dure critiche agli Stati Uniti, alla Chiesa cattolica e in particolare a papa Giovanni Paolo II. Hebe de Bonafini, in seguito alla richiesta fatta dal governo cileno e assecondata dal papa e da Sodano nei confronti di Pinochet, emise tra l'altro un durissimo comunicato rivolto contro il pontefice polacco in seguito dichiarato santo dalla Chiesa, in cui lo definì "un Giuda" e che terminava come segue:
DICIAMO: SIGNORE NON PERDONARE GIOVANNI PAOLO II»
In precedenti occasioni aveva pronunciato insulti che avevano prodotto il ripudio dell'altra corrente della fondazione, la Linea Fondatrice. Nel 1999, la donna iniziò i suoi attacchi e lo chiamò "maiale" durante un servizio televisivo.

#### Madres de Plaza de Mayo - Línea Fundadora

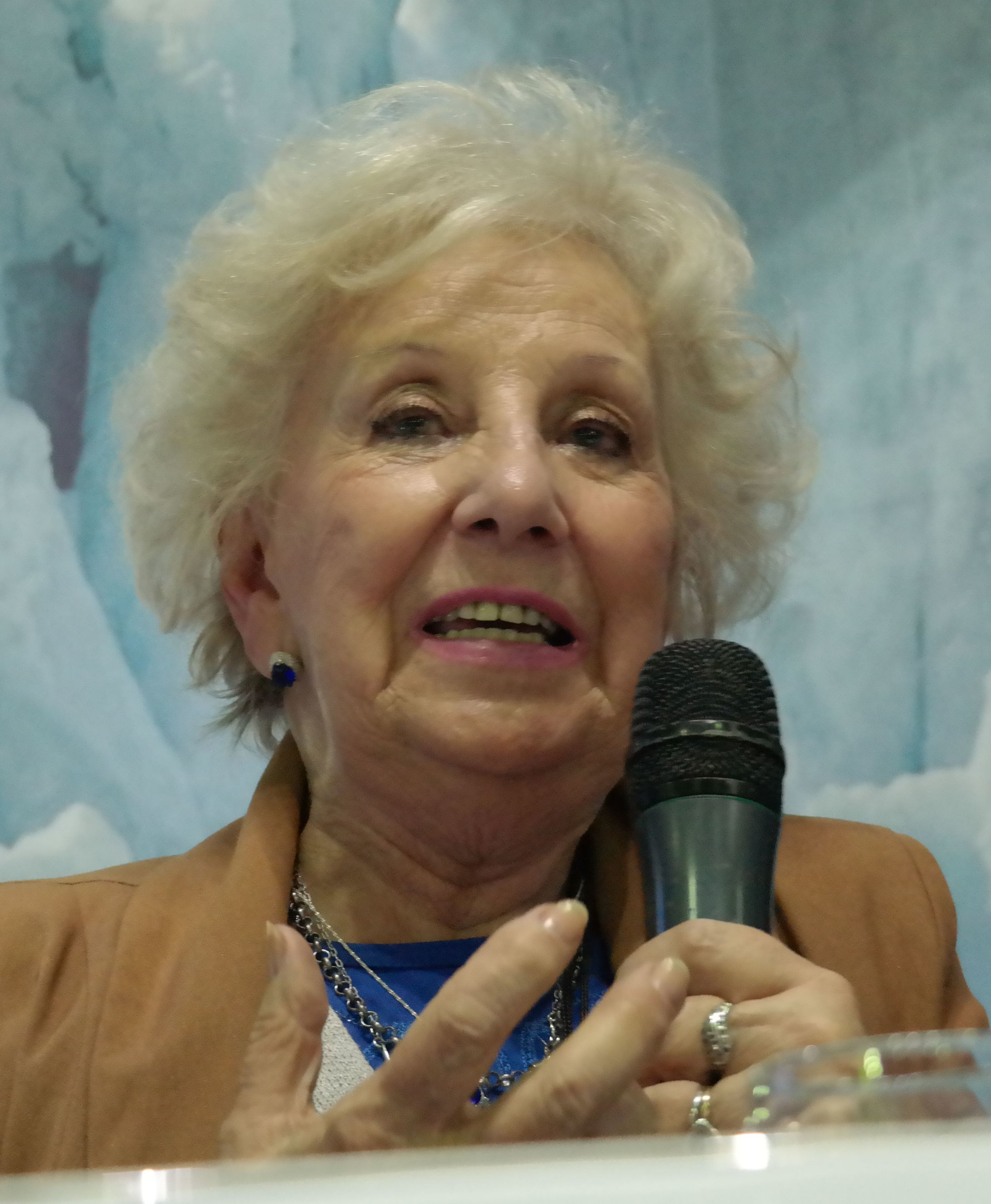
Estela de Carlotto, delle Madres - Linea Fundadora e leader delle Nonne di Plaza de Mayo

Madres de Plaza de Mayo-Línea Fundadora, come molti storici e critici contemporanei socialdemocratici, sostengono invece che non ci sia futuro senza memoria, e che l'attività del presente, se vuole proiettarsi nel futuro, deve mantenere comunque una relazione privilegiata con il passato, se l'obiettivo finale è che le aberrazioni compiute non si ripetano.
La loro attività quindi si differenzia molto da quella dell'Asociación Madres de Plaza de Mayo, nella misura in cui è diretta a diffondere prima di tutto la conoscenza delle condizioni politiche ed economico-sociali interne ed esterne che portarono allo scatenarsi della repressione militare.
Il loro lavoro si sviluppa sostanzialmente attraverso gli incontri tenuti nelle scuole e la partecipazione ai progetti di recupero archeologico ed antropologico dei luoghi fisicamente legati alla repressione. Anche qui l'obiettivo principale è la sensibilizzazione e la diffusione di informazioni, sulla base però del ricordo e della memoria, senza che questo significhi rassegnazione. Di questo gruppo fa parte anche Estela Carlotto, fondatrice delle Nonne di Plaza de Mayo.

### Il governo Kirchner

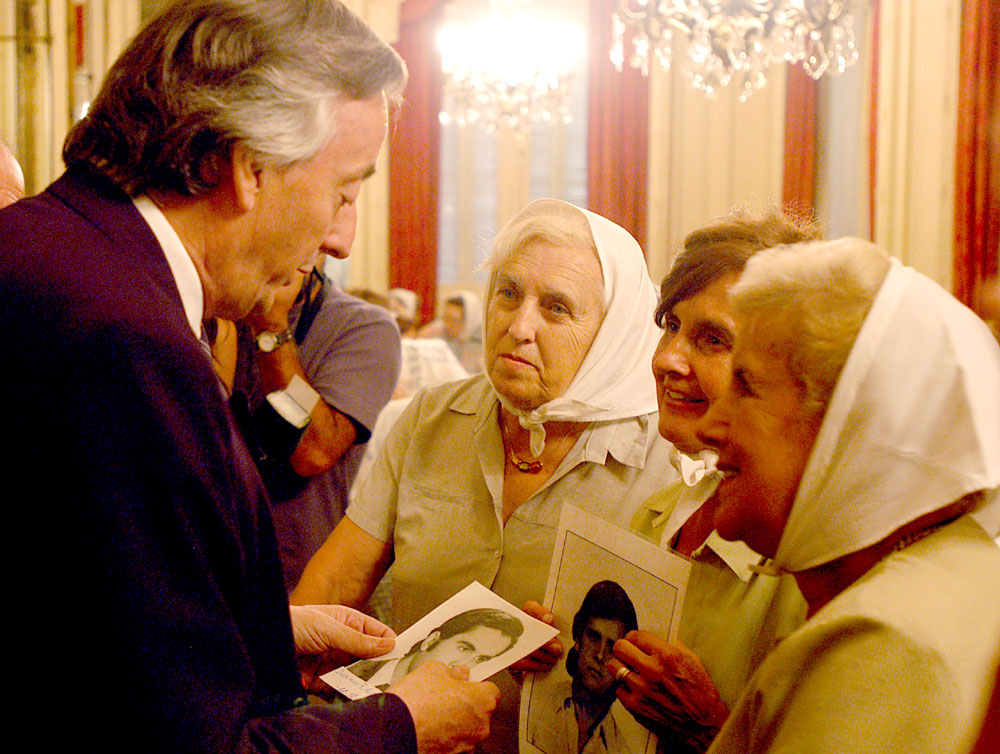
Una rappresentanza della madri di Plaza de Mayo ricevuta dal presidente Néstor Kirchner

Sebbene fino ai primi anni del XXI secolo queste madri si siano volutamente tenute lontane dalla politica ufficiale argentina, diffidando profondamente di ogni politico che salisse al governo, negli ultimi anni si è verificato un cambiamento di rotta sostanziale, in seguito alla politica fortemente incentrata sulla difesa dei diritti umani adottata dal presidente Néstor Kirchner (in carica del 2003 al 2007).
Molti osservatori sostengono che questa adesione completa che la madri di Hebe de Bonafini dimostrano nei confronti dell'attività di governo di Kirchner abbia pregiudicato il loro senso critico e la loro tenacia combattiva che le ha portate ad appoggiare campagne internazionali per la difesa dei diritti umani.
Hebe de Bonafini inoltre sostiene che la loro attività sia diretta essenzialmente al futuro più che al passato, e che fino a che tutti i 30.000 desaparecidos non ottengano la giustizia che finora gli è stata negata, loro non s'impegneranno mai in attività di recupero della memoria e del ricordo.

### Gli sviluppi più recenti
A gennaio del 2005 è stato riesumato ed identificato il corpo di Leonie Duquet, una suora di nazionalità francese che supportava il movimento delle madri di Plaza de Mayo, scatenando le ire della comunità internazionale contro il regime dittatoriale, nell'agosto dello stesso anno un test del DNA ha permesso di identificare con certezza la salma della Duquet.
I resti di Azucena Villaflor e di altre due fondatrici dell'associazione sono stati riesumati e le sue ceneri sono state sepolte da Madres de Plaza de Mayo-Linea Fundadora ai piedi della Piramide di Maggio nella Plaza de Mayo l'8 dicembre 2005.
Documenti segreti del governo degli Stati Uniti, declassificati nel 2002, provano che il governo statunitense era a conoscenza già dal 1978 che i cadaveri di Azucena Villaflor, Esther Ballestrino, María Ponce e sorella Léonie Duquet erano stati ritrovati nelle spiagge bonaerensi. Questa informazione fu mantenuta segreta e non fu mai comunicata al governo democratico argentino.
I militari hanno ammesso l'arresto e la scomparsa di circa 9.000 persone ma le madri di Plaza de Mayo affermano che questa stima è di gran lunga inferiore al vero numero, che raggiungerebbe le 30.000 persone scomparse. Dopo la caduta del regime militare, una commissione parlamentare nazionale argentina ha ricostruito la sparizione di circa 11.000 persone.
L'organizzazione delle Madri di Plaza de Mayo è ben determinata nel ricostruire la storia segreta di queste sparizioni ed ha perduto tre delle sue fondatrici, arrestate e scomparse a loro volta.

#### Accuse contro Bonafini
Nel 2015-16 dopo la fine della presidenza Kirchner, si sono avute molte critiche di alcune Madres contro il nuovo presidente Mauricio Macri. Nel 2016 il giudice federale Marcelo de Martínez de Giorgi ha emesso un mandato di arresto per Hebe de Bonafini, leader dell'Asociación Madres de Plaza de Mayo (l'ala più politicizzata), dopo che lei si rifiutò di comparire a due udienze su un caso di appropriazione indebita di fondi pubblici per mezzo di progetti sociali di costruzione di case popolari. Tuttavia, la folla di sostenitori ha circondato la casa dell'anziana donna, e la polizia ha rinunciato ad eseguire il mandato, che è stato poi ritirato.

## Nonne di Plaza de Mayo
Nonne di Plaza de Mayo è un'associazione fondata nel 1977 che si inserisce nello stesso contesto delle Madri, ma con un diverso obiettivo: identificare i tanti bambini nati durante gli anni della dittatura, che ancora neonati furono sottratti con la forza alle loro famiglie naturali e "dati in adozione" alle famiglie di gerarchi o amici del regime. Questi bambini, oggi adulti, sono cresciuti ignorando le proprie origini e il proprio passato.
Per identificare le nonne materne dei piccoli orfani i cui genitori risultavano tra gli "scomparsi", si è ricorso, a partire dagli anni 2000, a test del DNA e più in particolare all'analisi dei polimorfismi del mtDNA (DNA mitocondriale), che, trasmettendosi esclusivamente per via materna, permette di riconoscere gli individui e le loro madri. Infatti, sia la nonna materna che i figli di questa avranno lo stesso mtDNA, e dunque si può facilmente compararlo con quello della persona che cerca la propria identità.

## Musica
Il brano Mothers of the Disappeared, dell'album The Joshua Tree del gruppo irlandese U2,  è stato scritto per commemorare il coraggio delle Madri di Plaza de Mayo nel denunciare il fenomeno dei desaparecidos.
Il brano "they dance alone" di Sting è dedicata alle donne di Playa de Mayo è probabilmente la canzone più nota al livello internazionale; nel 1985 i Litfiba pubblicano l'album “Desaparecidos”: si tratta del primo disco della cosiddetta “trilogia del potere”, il cui tema portante è il rifiuto alla violenza e al totalitarismo. Atmosfere vagamente sudamericane, da ballata degli anni '70, si mescolano al gusto per la melodia che caratterizzava il suono della rock band italiana dell'epoca. Nel 1996 i Nomadi pubblicarono l'album “Quando ci sarai”, al suo interno è il brano “ Canzone per i Desaparecidos”; nel 2004 i La casa del Vento realizzano la canzone dal titolo “Plaza de Mayo” e la inseriscono nell'album “Al di là degli alberi”. Nel 2007 O Zulù pubblica l'album "Live in the Al Mukawama Experiment 3", al suo interno è il brano "30000 Hermanos".
Staba la madre - composta da Luis Bacalov  (Premio Oscar per la colonna sonora del film Il postino), è un'opera lirica che racconta i fatti delle donne di "Plaza de Mayo"; laicamente e liberamente ispirata dalla sequenza Stabat Mater di Jacopone da Todi, l'opera utilizza anche le varie forme del tango e della musica in voga a Buenos Aires.

## Letteratura
- Le irregolari di Massimo Carlotto
- Le pazze. Un incontro con le Madri di Plaza de Mayo di Daniela Padoan, Bompiani, Milano 2005, ISBN 88-452-3347-2. (Premio Martoglio 2006 per il giornalismo, Premio Nonino 2006)
- 77 di Guillermo Saccomanno, Tropea, Milano 2010, ISBN 978-88-558-0142-3. (Premio Hammett alla Semana Negra di Paco Ignacio Taibo II)
- Italo Moretti, I figli di Plaza de Mayo, Sperling & Kupfer, 2002, ISBN 8820033062.

## Cinematografia

### Film
- La historia oficial, diretto da Luis Puenzo (1985)
- Garage Olimpo, diretto da Marco Bechis (1999)
- Figli/Hijos, diretto da Marco Bechis (2002)
- Immagini - Imagining Argentina, diretto da Christopher Hampton (2003)
- Complici del silenzio, diretto da Stefano Incerti (2009)

### Documentari
- Le Madri di Plaza de Mayo, documentario di Daniela Padoan, 50', Doc3 - Rai Tre (2006)